# سنان باشا (قائد البحرية العثمانية)
سنان الدين يوسف باشا أو اختصاراً سنان باشا (بالكرواتية: Sinan-paša)، (توفي في 21 كانون الأول / ديسمبر 1553م)، أمير الأسطول العثماني في الدولة العثمانية برتبة (قبطان باشا) في عهد السلطان سليمان القانوني مدة ما يقرب من أربع سنوات ما بين 1550م ونهاية 1553م. كان من أصول كرواتية. خلفه في منصب قيادة الأسطول العثماني: بياله باشا (من أصل كرواتي).
سنان باشا هو شقيق الصدر الأعظم رستم باشا الذي كان بدوره متزوجا من مهرماه سلطان، ابنة السلطان سليمان القانوني.

## معتورغوت رئيس
اشترك سنان باشا وتورغوت ريس في عدة حملات بحرية في البحر الأبيض المتوسط وخاصة على سواحل إيطاليا وشمال أفريقيا. لم يكن سنان باشا خبيرا في الأمور البحرية بقدر ما كان تورغوت ريس الذي كان أكثر شعبية بين أمراء البحر قادة البحرية، وهذا قد سبب تبايناً بينهماً.
في حادثة تمت بعد فتح طرابلس عام 1551م، ترك الأسطول العثماني بكامله سنان باشا على الشاطئ واتبع تورغوت ريس إلى البحر التيراني معلنين أنهم لن يقبلوا سوى تورغوت ريس قائدا لهم، إلا أن تورغوت ريس اعتبر هذا تمرداً وخيانة وأمرهم بالعودة.
انزعج السلطان سليمان القانوني من هذا الموقف ولكنه دعم تورغوت ريس نظرا لمواهبه البحرية، فأمر سنان باشا بقوله «نفذ أيا ما يقوله تورغوت».
معظم البحارة العثمانيين في ذلك الوقت كانوا يعتقدون أن تورغوت ريس أحق بمنصب سنان باشا.

## اختلاف الآراء فيه
تضاربت الأوصاف حول شخصية سنان باشا، وتقول الأغلبية إنه كان طويلًا وذكيًا وله لحية طويلة ونظرة باردة.
كتب المؤرخ العثماني «بَشَوي» (بالتركية: Peçevî)‏ أن «سنان باشا كان رجلاً ذو كبرياء شديد ومصاب بجنون العظمة مما لا يجعله يستمع إلى آراء وشكاوى الآخرين. كانت له نظرة باردة.»
بيد أن مؤرخ إسباني من نفس تلك الحقبة كتب أن «سنان باشا كان رجلا طويل القامة وقوي ذو وجه وسيم حقا، وقلب نبيل. كما أنه كان لطيف جدا.»

## جامع سنان باشا
أمر سنان باشا ببناء مسجد كبير يحمل اسمه هو «جامع سنان باشا» في حي بشكطاش باسطنبول وأراد أن يُدفن بجانبه بعد وفاته، إلا أن بناء المسجد لم يكتمل في الوقت المناسب قبل وفاته، فدُفن في جامع مهرماه سلطان بأسكدار.

### موقع الجامع في تركيا اليوم
في نفس الشارع، وعلى الناحية المقابلة لجامع سنان باشا، يوجد مدفن باش قبودان الأسطول العثماني خير الدين بربروس المجاور لمتحف إسطنبول البحري في بشكطاش، والذي توفي قبل «سنان باشا» ببضع سنوات في عام 953 هـ / 24 يوليو 1546م.

بنى الجامع المهندس المعماري العثماني الشهير سنان أغا المعروف بمعمار سنان.

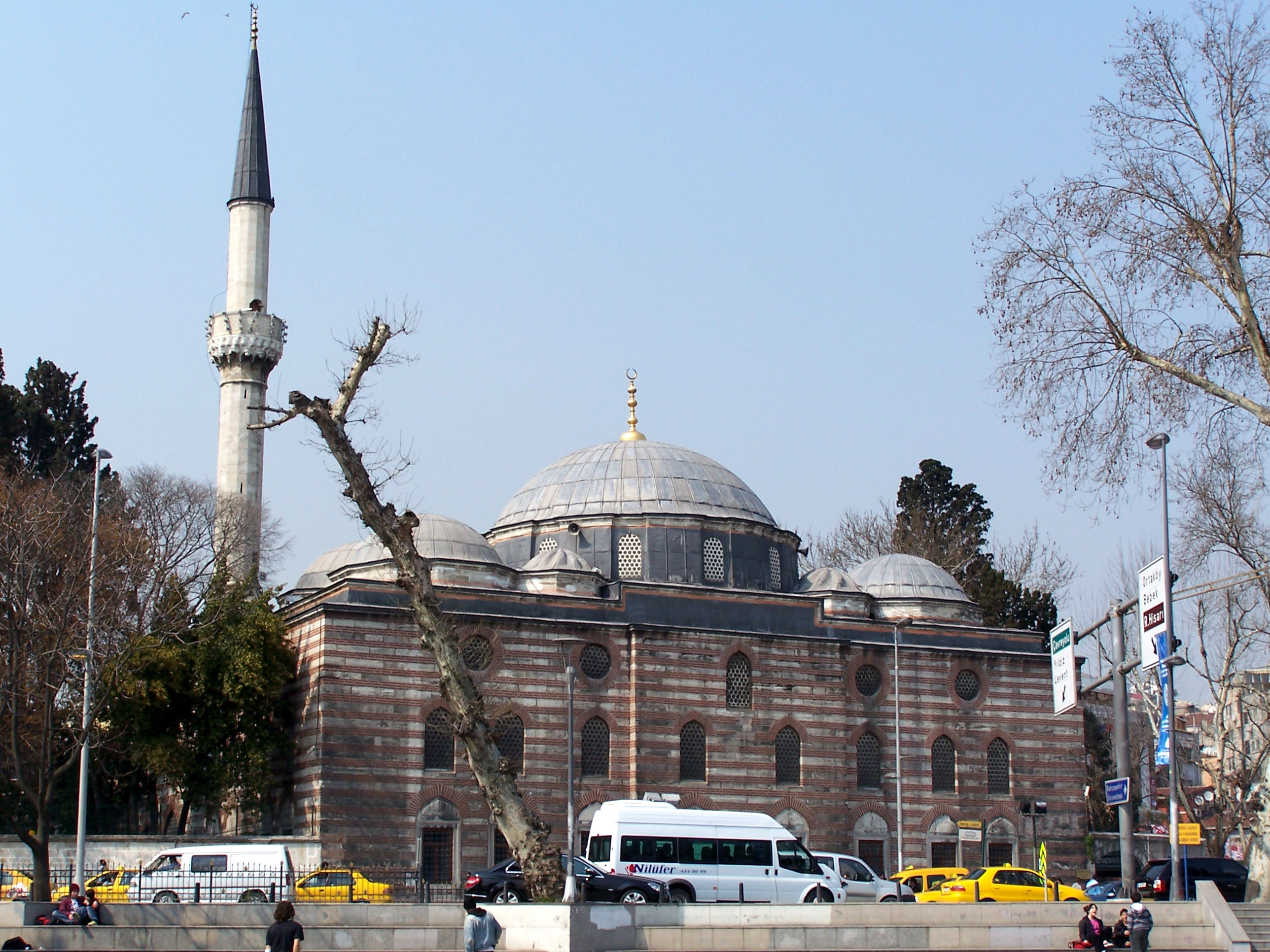
جامع سنان باشا باسطنبول، والذي بناه المهندس المعماري العثماني الأشهر سنان أغا المعروف بمعمار سنان.

## وفاته
تُوفي سنان باشا في 21 كانون الأول/ديسمبر 1553م في قصره الذي كان يقع في ساحة السلطان أحمد باسطنبول.
عندما تُوفي سنان باشا كان العمل ما يزال جاريا في إنشاء جامعه، جامع سنان باشا في بشكطاش، ولم يكن بنائه قد اكتمل بعد، فوارى الثرى ودُفن في أسكدار بقبر الحديقة الشرقية لجامع مهرماه سلطان زوجة أخيه رستم باشا، وكان المعماري العثماني «معمار سنان» قد بني ذلك المسجد أيضا.
ومازال قبر سنان باشا كائناً حتى الآن بالمدفن المفتوح بجانب جامع مهرماه سلطان، بأسكدار، باسطنبول، على مقربة من البحر.
- المدفن الملحق بجامع مهرماه سلطان بحي أسكدار باسطنبول والذي دُفن فيه أمير البحر العثماني، قبطان باشا قائد البحرية العثمانية "سنان باشا" (القبر لا يظهر في هذه اللقطة).
- أمير البحر العثماني، قبطان باشا قائد البحرية العثمانية "سنان باشا".
 أمر "سنان باشا" ببناء جامع سنان باشا في بشيكطاش باسطنبول ليُدفن فيه، ولكنه  تُوفي قبل أن يكتمل بناء مسجده، فدُفن في "جامع مهرماه سلطان" بأسكدار.

- قبر أمير البحر العثماني، قبطان باشا قائد البحرية العثمانية "سنان باشا" عند "جامع مهرماه سلطان" بأسكدار.
- شاهد قبر "سنان باشا" عند "جامع مهرماه سلطان" بأسكدار، ومكتوب عليه بالحفر البارز على الرخام بالحروف العربية: "المرحوم المغفور قبودان سنان پاشا" و "تسعمائة وستين" وهي سنة وفاته بالتقويم الهجري، و "إلى رحمة الله" و "روحه فاتحة" لقراءة الفاتحة على روحه.

### وصيته
على الرغم من أنه كان له ابن وابنتان، إلا أنه أوصى بكامل ثروته إلى مهرماه سلطان، ابنة السلطان سليمان القانوني وزوجة أخيه الصدر الأعظم رستم باشا.

## وصلات خارجية
- قبر أمير البحر سنان باشا في اسكدار (بالتركية).

- تورغوت ريس وسنان باشا (بالتركية).